# Servizio pubblico (programma televisivo)
Servizio pubblico è stato un programma televisivo e radiofonico d'approfondimento politico condotto da Michele Santoro, a partire dal 3 novembre 2011 al 18 giugno 2015 e successivamente diventato il nome della factory multimediale di Michele Santoro, ossia dei programmi realizzati dalla sua società Zerostudio's S.p.A., quali "Italia", "M" e "Animali come noi" tutti autoprodotti e venduti alla Rai che li ha trasmessi.
Il programma era realizzato nel Teatro 3 di Cinecittà e dal 25 ottobre 2012 andava in onda, in prima serata, su LA7.
In Italia è stato uno dei primi esperimenti di trasmissione "multipiattaforma": particolarmente nel corso della prima stagione, Servizio pubblico, non trovando posto in alcun emittente nazionale in chiaro fino al 2011, poteva essere seguito su internet, in televisione tramite una rete di emittenti locali su digitale terrestre e tramite satellite, e in radio, salvo poi approdare anche su Cielo nel 2012.

## Storia
La trasmissione nacque dall'interruzione in Rai dello storico talk-show politico Annozero e fu contrassegnata da accese polemiche sulla libertà d'informazione in Italia, in particolare con riferimento al controllo della RAI da parte dei partiti politici. Lo stesso Santoro dichiarò nel suo monologo d'introduzione alla prima puntata, che l'idea di un programma sostenuto dal contributo economico di numerosi cittadini, diffuso fuori dai tradizionali poli televisivi su una multipiattaforma TV, web e radio, costituiva il tentativo di una «rivoluzione civile, democratica e pacifica», «contro il degrado della TV generalista occupata dai partiti, sia nel pubblico che nel privato».

### Le polemiche in RAI e la chiusura diAnnozero

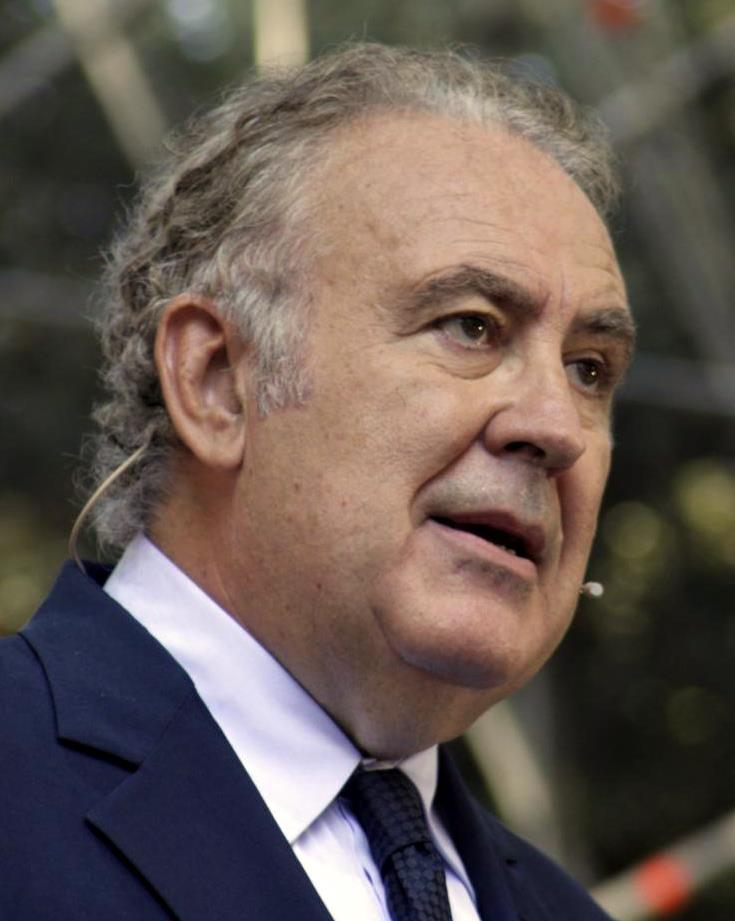
Michele Santoro durante l'annuncio della creazione della sua nuova trasmissione Servizio pubblico. (Parco La Versiliana, 2011)

I rapporti tra Michele Santoro, RAI e mondo politico sono caratterizzati da innumerevoli polemiche già a partire dai primi anni 2000, dove il giornalista è travolto da critiche e accuse di faziosità da parte degli esponenti politici di centro-destra e, nel 2002, dal cosiddetto "editto bulgaro" dell'allora Presidente del Consiglio Silvio Berlusconi, evento quest'ultimo che preluderà il suo licenziamento dalla RAI effettuato per «motivi di tutela aziendale».
Il ritorno del conduttore in RAI avviene dopo una sentenza del 2005 del Giudice del lavoro del Tribunale di Roma (successivamente impugnata dal CdA Rai a maggioranza di centro-destra, tuttavia confermata in appello nel marzo 2009) che riconoscendo il licenziamento non motivato da giusta causa ordina la reintegrazione del giornalista: nel 2006 inizia il nuovo talk-show Annozero.
Anche la nuova trasmissione sarà contrassegnata da numerose controversie, che culmineranno nuovamente, nel giugno 2011, con la risoluzione del rapporto di lavoro tra il giornalista e la RAI.

In particolare nel 2010 si accende un dibattito sulla censura in Rai a seguito della diffusione di alcune intercettazioni telefoniche nell'ambito dell'inchiesta di Trani tra il commissario dell'AGCOM Giancarlo Innocenzi, l'allora Presidente del Consiglio Berlusconi e il direttore generale della RAI Mauro Masi. Dall'inchiesta – come precisato dalla stessa Procura – emergeranno da parte di Berlusconi delle «pressioni sull'AGCOM per arrivare alla chiusura di Annozero» nonché ulteriori pressioni per la chiusura degli altri programmi RAI Ballarò e Parla con me.

Nell'aprile 2011 Santoro subirà un ulteriore ricorso presentato dal direttore generale RAI Mauro Masi alla Corte d'appello di Roma, in cui si invocava la sospensione di Annozero in attesa del giudizio di terzo grado sulla vicenda del suo licenziamento; ricorso anch'esso respinto.

In questo clima di tensione il 6 giugno 2011, alla vigilia della sentenza di terzo grado che avrebbe posto definitivamente termine al contenzioso, viene definitivamente concordata la «risoluzione consensuale» del rapporto di lavoro tra Santoro e la RAI, e viene annunciato che Annozero non sarà presente nei palinsesti per l'autunno successivo.

### L'approdo mancato a LA7
Visto il gran successo di Annozero in termini di ascolti e introiti pubblicitari, dopo il divorzio consensuale tra la RAI e il suo conduttore, l'emittente televisiva LA7 si interessa di Santoro per produrre il talk-show. Tuttavia nonostante entrambe le parti dichiarino nel corso delle trattative di esser giunti a un accordo quasi definitivo e nonostante il titolo della società Telecom Italia Media (editrice di LA7) il giorno seguente la notizia sia oggetto in borsa di un rialzo del 17%, l'accordo, tra svariate polemiche, non si chiude «a causa d'inconciliabili posizioni riguardo alla gestione operativa dei rapporti fra autore ed editore».
Secondo Santoro «un accordo praticamente concluso», «vanificato senza nessuna apprezzabile motivazione editoriale», è una «eloquente e inoppugnabile prova dell'esistenza nel nostro Paese di un colossale conflitto di interesse», che impedisce a Telecom Italia, proprietaria della maggioranza delle azioni di TI Media (LA7), di svolgere in libertà la sua campagna acquisti, per non esporsi altrimenti a possibili ritorsioni da parte del governo e del suo premier Silvio Berlusconi, che avrebbero l'interesse a mantenere invariato il duopolio televisivo RAI-Mediaset.
La tesi del conflitto d'interessi nel caso Santoro-LA7 è ulteriormente rimarcata da un'inchiesta condotta da il Fatto Quotidiano, e sostenuta in particolare dal giornalista Marco Travaglio, che mette in evidenza come nel giorno 28 giugno fosse in discussione in Parlamento una prima bozza della manovra finanziaria del governo (approvata poi a luglio) in cui compariva un'inaspettata norma che imponeva a Telecom Italia (che controlla TI Media) l'esproprio delle strutture della rete telefonica fissa dopo averla potenziata a proprie spese, sempre nella stessa inchiesta si fa notare inoltre come il 30 giugno, giorno della rottura con Santoro, fosse contemporaneamente scomparsa tale norma dalla manovra.
Nell'edizione delle 20 del TG LA7, il direttore di testata Enrico Mentana, dopo aver mandato in onda un servizio sull'argomento, si rivolge all'editore del canale chiedendo pubblicamente delle spiegazioni, perché «altrimenti si è autorizzati a pensare che qualcuno non volesse questo risultato», e cioè che Mediaset avesse voluto impedire l'ingresso di Santoro a LA7 per evitare il rafforzamento della rete concorrente operando una «censura di mercato». In risposta TI Media ribadisce le motivazioni ufficiali della rottura con Santoro e commenta le ipotesi di collegamento con i passaggi parlamentari sulla manovra finanziaria come «prive di fondamento reale».
Santoro, per le sue dichiarazioni sul conflitto d'interessi del premier sul caso LA7, viene citato in giudizio da Mediaset per danni.

### Il nuovo programma
(Lo spot per le donazioni dei telespettatori)
Fallito l'ingaggio a LA7, Santoro, seguendo il modello delle sue esperienze pregresse Raiperunanotte e Tutti in piedi!, decide di autoprodurre il suo nuovo programma per trasmetterlo su una multipiattaforma Web e di emittenti TV locali e satellitare, avvalendosi anche del finanziamento volontario dei telespettatori tramite sottoscrizioni a partire da 10 euro.
L'11 settembre 2011 Santoro, ospite alla festa del secondo anniversario de il Fatto Quotidiano in Marina di Pietrasanta, annuncia ufficialmente la sua nuova trasmissione con il titolo di Comizi d'amore, in omaggio a Pier Paolo Pasolini e al suo film-inchiesta del 1965, annunciando inoltre la costituzione dell'Associazione Servizio Pubblico dedita alla raccolta fondi dei telespettatori. Nella stessa occasione il direttore de il Fatto Quotidiano Antonio Padellaro rivela pubblicamente l'intenzione del giornale di sostenere economicamente il progetto divenendone socio editore.
Il giorno 8 ottobre 2011 viene attivato il sito web del programma e ha inizio la raccolta delle donazioni. Nel suo primo giorno il sito registra 90 000 visitatori unici, in quattro giorni di raccolta la redazione dichiara di aver raggiunto 400 000 euro, e nel corso della diretta della prima puntata lo stesso Santoro annuncia il raggiungimento di 100 000 sottoscrizioni per un totale di circa un milione di euro.
Molti sono i personaggi celebri che hanno pubblicamente dichiarato la loro sottoscrizione, tra i più noti il premio Nobel Dario Fo, i politici Antonio Di Pietro, Nichi Vendola, Giuliano Pisapia, Luigi De Magistris, Flavio Tosi, Michele Emiliano, Flavio Zanonato, Massimo Zedda, e ancora Umberto Ambrosoli, Lucia Annunziata, Edoardo Bennato, Alessandro Bergonzoni, Alessio Boni, Adriano Celentano, Daria Colombo, Francesca Comencini, Luisella Costamagna, Serena Dandini, Teresa De Sio, Pierfrancesco Favino, Fabio Fazio, Isabella Ferrari, Sabrina Ferilli, Mario Borghezio, Rosario Fiorello, Elio Germano, Monica Guerritore, Ficarra e Picone, Leo Gullotta, Riccardo Iacona, Lucrezia Lante della Rovere, Franca Leosini, Lillo e Greg, Fiorella Mannoia, Dacia Maraini, Mario Martone, Corradino Mineo, Claudia Mori, Gianluigi Nuzzi, Barbara d'Urso, Max Paiella, Flavia Perina, Pif, Nicola Piovani, Franca Rame, Claudio Santamaria, Roberto Saviano, Riccardo Scamarcio, Daniele Silvestri, i Subsonica, il Trio Medusa, Roberto Vecchioni, Antonello Venditti, Dario Vergassola.
Il 24 ottobre 2011 è annunciato definitivamente il nuovo nome del programma: Servizio pubblico.
Il 3 novembre 2011 la prima puntata di Servizio pubblico ottiene uno share medio televisivo del 12% configurando la multipiattaforma TV come il terzo canale più visto a livello nazionale, e primo per l'informazione. Nel Web la stessa puntata ottiene un livello di ascolti record mai registrato in Italia con più di 300 000 utenti medi contemporanei e con 5 milioni di contatti complessivamente, il sito ufficiale della trasmissione risulta il primo canale sulla rete per 5 ore consecutive, e su iPhone e iPad l'evento è il più seguito di sempre con un picco di 4 000 utenti contemporanei, infine l'hashtag #serviziopubblico diventa trending topic su Twitter a livello italiano e, per poco tempo, mondiale.

### L'approdo a LA7
A partire dalla seconda stagione, il programma venne trasmesso in tv dal canale televisivo LA7.
L'accordo prevedeva un pagamento  "chiavi in mano" per ogni puntata e piena libertà autoriale con l'assunzione da parte della Zerostudio's di tutti i rischi legali.
Il programma ha utilizzato anche la piattaforma LiquidFeedback per consentire alla rete dei donatori di portare avanti proprie proposte politiche.
Il 10 gennaio 2013 Michele Santoro ospita il leader del PdL Silvio Berlusconi, la puntata viene seguita da quasi 9 milioni di telespettatori.

### L'annuncio della chiusura di "Servizio Pubblico",  comunicato da Michele Santoro
In una lettera ai telespettatori-donatori Michele Santoro annuncia che la quarta sarà l'ultima stagione di Servizio Pubblico vista la stanchezza del genere televisivo di approfondimento giornalistico causata dall'eccessiva e paradossale crescita dell'offerta di questi programmi a causa del loro ridotto costo di produzione, ciò malgrado il calo della domanda. Dalla stagione televisiva successiva ci sarà, oltre che eventualmente Announo condotto da Giulia Innocenzi, un nuovo tipo di "viaggio" che si presume sarà caratterizzato da contaminazione tra diversi generi televisivi e da una minore presenza in video nell'arco della stagione dell'anchorman salernitano che sarà dunque più autore-ideatore-direttore che conduttore.

### La chiusura con"Rosso di sera"
Il 18 maggio 2015, Michele Santoro annuncia di non avere intenzione di rinnovare il proprio contratto con LA7, ormai in scadenza: il conduttore campano pertanto conferma la decisione di abbandonare la conduzione di Servizio Pubblico, sancendo quindi la chiusura ufficiale del programma. Santoro motiva la sua decisione dichiarando di volersi dedicare a nuovi progetti televisivi, che comunque non saranno destinati ad avere una tale longevità (quasi quattro anni), in modo da consentire all'anchorman di poter finalmente sperimentare una pluralità di diversi formati che, se si soffermasse per lungo tempo su uno solo, non riuscirebbe a realizzare per evidenti limiti di età anagrafica.
Il conduttore durante la conferenza stampa difende ugualmente i talk show di approfondimento politico, definendoli utili per la conoscenza degli italiani, insopprimibili e fisiologicamente di successo (il loro attuale calo di popolarità dipenderebbe, secondo il conduttore, dall'inflazione del genere, causata dall'eccessiva offerta, e dal momento politico molto fiacco).
Il 18 giugno in diretta da Largo Annigoni a Firenze Santoro conduce Rosso di sera, un'ultima puntata speciale di Servizio Pubblico, con ospiti Carla Fracci, Franco Battiato, Bianca Berlinguer, Cristiano De André, Alessandro De Angelis, Teresa De Sio, Gianni Dragoni, Sabrina Ferilli, Monica Guerritore, Giulia Innocenzi, J-Ax, Maurizio Landini, Gad Lerner, Alessandro Mannarino, Tomaso Montanari, Alba Parietti, Nicola Piovani, Sandro Ruotolo, Marco Travaglio e Vauro.

### Dopo l’esperienza di Servizio Pubblico
Servizio Pubblico continua dal 2016 come nome della factory multimediale di Michele Santoro, ossia dei programmi realizzati dalla sua società Zerostudio's S.p.A. Essi, sempre interamente autoprodotti, vengono venduti chiavi in mano agli editori interessati, soprattutto alla Rai. Nei casi di specie tali realizzazioni sono state:
- "Italia" nuovo programma di approfondimento giornalistico di Michele Santoro caratterizzato da una forte componente filmica, il cui racconto prosegue in studio tramite la componente talk. È andato in onda in prima serata su Rai 2 per un totale di 4 puntate a cadenza irregolare: 1 puntata ad ottobre 2016, 1 a dicembre 2016 e 2 a gennaio 2017.
- "Animali come noi" nuovo programma d'inchiesta di e con Giulia Innocenzi sotto la direzione dello stesso Michele Santoro: un'inchiesta in 6 puntate trasmesse settimanalmente da Rai 2 in seconda serata sulle cattive condizioni in cui vengono allevati gli animali degli allevamenti intensivi italiani.
- "C'è qualcuno" film sulla tragedia di Rigopiano realizzato dalla società Zerostudio's di Michele Santoro e diffuso esclusivamente tramite tv essendo i diritti per la trasmissione dello stesso stati venduti esclusivamente a Rai 2 che lo ha trasmesso in prima serata il 2 giugno in occasione della festa della Repubblica.
- "Robinù": film sui baby boss mafiosi realizzato dalla società Zerostudio's di Michele Santoro con Videa Next Station di Sandro Parenzo e conclusosi di girare a luglio 2016, andato nelle sale cinematografiche a dicembre 2016 dopo aver ricevuto numerosi riconoscimenti per il suo alto valore sociale e la qualità cinematografica dello stesso. I diritti per la trasmissione in tv sono stati venduti alla Rai che lo ha trasmesso in prima serata su Rai 2 a giugno il giovedì prima delle 2 successive puntate di M.
- M, nuovo programma sperimentale di approfondimento a cavallo tra storia e attualità di Michele Santoro avente a tema la vita di un personaggio storico più o meno recente e i legami che quell'esistenza può avere con il presente. La cifra stilistica distintiva è la fusione tra diversi generi di racconto della realtà: docufiction, docudrama e talk, attraverso cui i quali si prosegue un unico racconto. Del programma, come detto per ora sperimentale, è stato realizzato un unico numero zero su Hitler in due puntate consecutive trasmesse da Rai 2 in prima serata.
Riassuntivamente si può dire che tali programmi sono stati trasmessi live tutti da Rai 2, in virtù dell'accordo di "consegna chiavi in mano descritto" e on demand dal portale web Rai Play. Stessa trasmissione live e on demand (tranne che nel caso di Robinù, trasmesso in esclusiva assoluta dalla Rai) è stata data anche dal sito www.serviziopubblico.it, portale multimediale dell'omonima descritta factory multimediale di Michele Santoro. La diffusione e promozione social è avvenuta nei canali social di Servizio Pubblico, gli stessi dell'omonimo talk andato in onda dal 2011 al 2015.

## La trasmissione

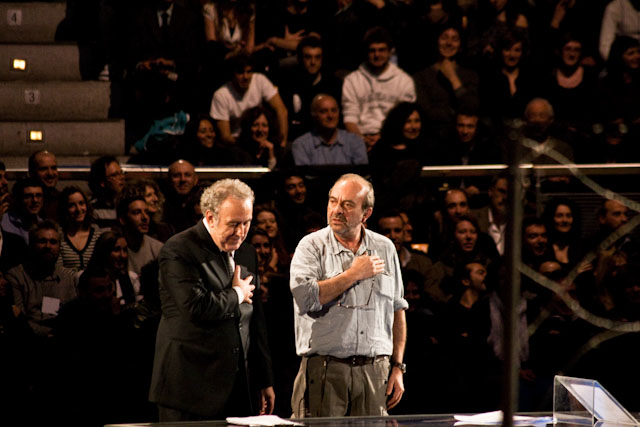
Santoro e Vauro, un sodalizio che è continuato in Servizio pubblico.
(Foto tratta da Raiperunanotte)

Il programma, nato dalle ceneri del talk-show politico Annozero di Rai 2, conserva numerosi giornalisti della vecchia redazione diretti da Michele Santoro (azionista di maggioranza della società produttrice, ideatore, conduttore, autore e direttore del programma) e da Sandro Ruotolo (vicedirettore e coautore oltre che storico inviato di punta della trasmissione). Invece presenti in studio con Michele Santoro gli storici collaboratori esterni Marco Travaglio (con il suo editoriale), Vauro (con le sue vignette) e dal 25 ottobre 2012 al 19 gennaio 2013 Luisella Costamagna, sostituita poi dalla giornalista della redazione di Servizio Pubblico Maddalena Oliva (caporedattrice) che affianca l'altra risorsa "interna" Giulia Innocenzi (presidente Associazione Servizio Pubblico).
Il costo di ogni puntata è di circa 250 000 euro (Annozero, che non doveva sostenere le spese di affitto dello studio, ne costava 194 000). Tali costi di gestione, con particolare riferimento alla prima stagione la quale vedeva il programma reggersi su una "rete zero" (multipiattaforma di emittenti), furono sostenibili anche grazie alle sottoscrizioni, di almeno dieci euro, effettuate dai telespettatori nel corso della iniziale raccolta fondi lanciata nell'8 ottobre 2011, tramite i quali fu fondata la ONLUS Associazione Servizio Pubblico.
Il bilancio annuale di Servizio Pubblico è pubblicamente consultabile sul sito della trasmissione, anche se l'ultimo bilancio pubblicato sul medesimo risale al 30 giugno 2012, presumibilmente a causa delle clausole di riservatezza a favore di LA7, previste dal contratto con la stessa.
Simbolo del programma è il celebre mosaico della Casa del Poeta Tragico degli scavi archeologici di Pompei, raffigurante un cane nero al guinzaglio con sotto la scritta Cave canem ("attenti al cane").

## Editore

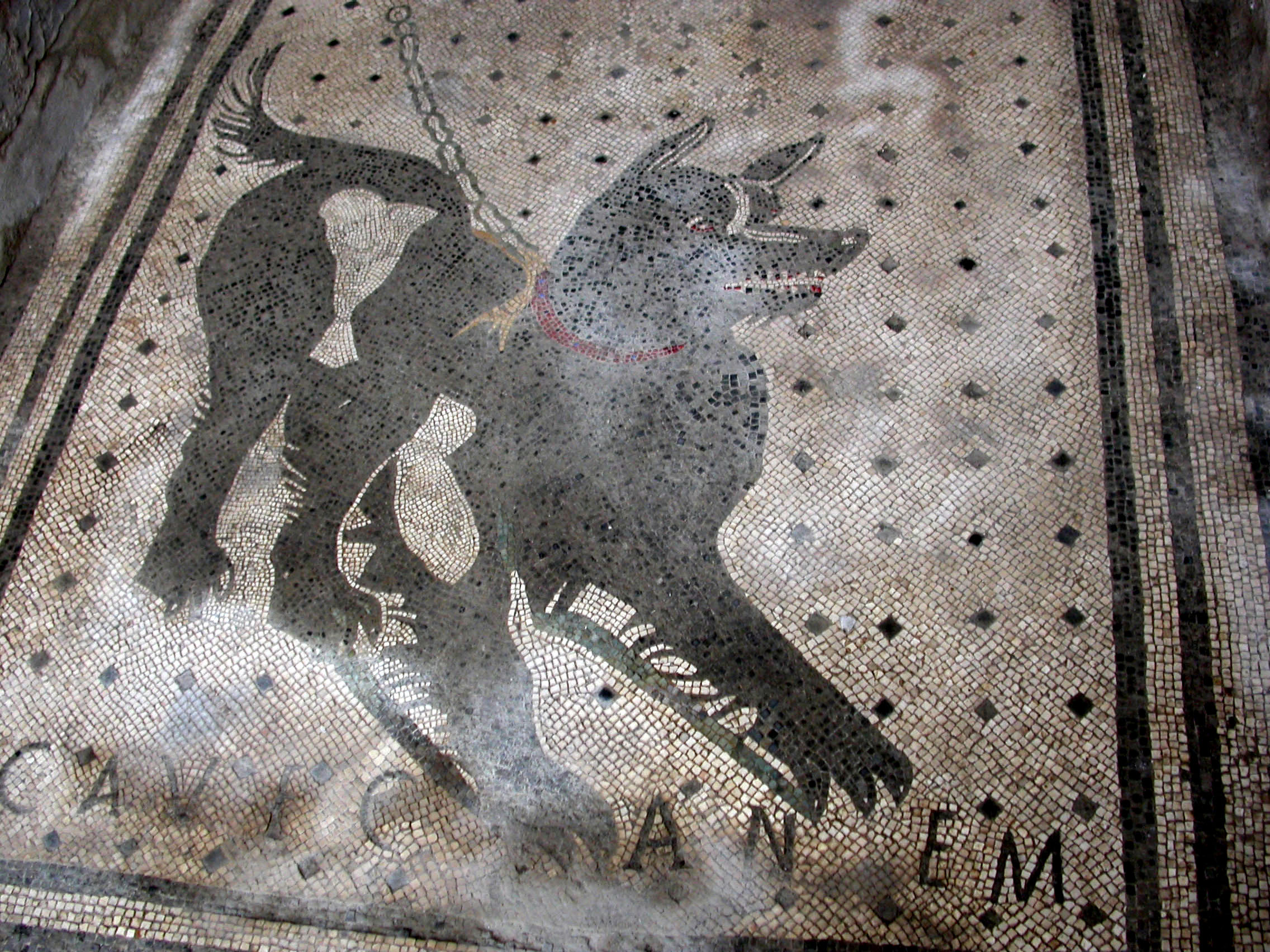
CAVE CANEM, il mosaico pompeiano adottato come simbolo del programma.

I programmi curati da Michele Santoro dopo la sua fuoriuscita dal personale Rai al termine di Annozero sono realizzati dalla sua casa di produzione Zerostudio's, che ha subito nel corso del tempo importanti variazioni nel tipo societario (nel 2016 si è trasformata da s.r.l., forma rivestita dal 2011 a S.p.A.) e nella compagine societaria. L'azionista di maggioranza e controllo è sempre stato Michele Santoro con sua moglie Sanja Podgajski. Storico coazionista dal 2011 (con percentuali che sono arrivate fino al 46,48%) è stata la società editrice de "Il Fatto Quotidiano" Editoriale Il Fatto S.p.A., rimasta tale fino al 21 luglio 2017 quando, tramite un'operazione di permuta con le quote possedute nella stessa dalla Zerostudio's, ne è uscita dall'azionariato in una separazione consensuale fatta "con spirito d'amicizia e di intesa reciproca". Dopo tale operazione la società Zerostudio's S.p.A. è essenzialmente in controllo totalitario di Michele Santoro e della moglie Sanja Podgajski.

## Stagioni del programma

### Prima stagione
La prima stagione è andata in onda dal 3 novembre 2011 al 6 giugno 2012 ogni giovedì sera (esclusi alcuni periodi di ferie per le festività natalizie, pasquali e in occasione della coincidenza con il Festival di Sanremo in cui super ospite era Adriano Celentano alla cui partecipazione è stata dedicata la puntata successiva con anche un'intervista esclusiva al Molleggiato, tuttavia in tutte queste occasioni sono state trasmessi speciali sostitutivi), in prima serata, per un totale di 27 puntate (una in più di quanto previsto in sede di presentazione della stagione tv resa possibile dagli ottimi ascolti e introiti pubblicitari del programma di cui la parte spettante al secondo azionista della società - i donatori riuniti nell'Associazione Servizio Pubblico - è stata assegnata anche tramite la prima edizione del concorso Generazione Reporter) e vari speciali (di cui 4 trasmessi anche in tv da Cielo e altri trasmessi solo da www.serviziopubblico.it e da www.ilfattoquotidiano.it.
Oltre ai canali 100,500 e 504 della piattaforma Sky la prima di Servizio pubblico veniva trasmessa principalmente attraverso reti televisive locali:
- 8 Video Calabria
- Antenna Sicilia
- Antenna Tre Nordest
- Canale 9
- DI.TV
- Extra TV
- Free tv
- NuovaRete
- Primocanale (replica proposta il venerdì alle 21 su Primocanale TG24)
- RTV 38
- Radio Tele Trentino Regionale
- Rete 8
- T9
- TRC-Telemodena
- Tele Costa Smeralda
- Telecapri e in replica anche negli altri canali del gruppo (Telecapri News, Telecapri Sport)[53]
- Telecupole Piemonte
- Telelombardia
- Telenorba
- Telenuovo
- TeleReggio
- Teleroma 56
- Telesanterno
- Tv Centro Marche
- Umbria TV
- Videogruppo Piemonte

In più, i siti internet de  il Fatto Quotidiano del Corriere della Sera, de La Repubblica (fino a febbraio 2012) e di Blitz quotidiano trasmettevano il programma in streaming (oltre al sito ufficiale della trasmissione www.serviziopubblico.it e alla pagina ufficiale Facebook).Il programma era trasmesso anche in diretta radiofonica da Radio Capital (fino al 22 dicembre 2011) e da Radio Radicale (dal 12 gennaio 2012)
Dal 12 gennaio 2012 Servizio pubblico viene trasmesso, oltre che sui canali della prima stagione, anche su Cielo.
Cielo ha trasmesso anche quattro puntate speciali, caratterizzate per l'assenza della componente talk nel programma, trasmesse in esclusiva su Cielo.
Il programma per un certo periodo è stato trasmesso anche in diretta sul canale YouTube del programma, dove comunque puntualmente venivano caricati tutti i video della produzione della redazione. Gli ottimi ascolti hanno consentito una buona raccolta pubblicitaria e così l'Associazione Servizio Pubblico ha potuto istituire il concorso per giovani giornalisti "Generazione Reporter", per ricompensare la spesa dei 10 euro dei donatori, a prova che come detto subito da Santoro quella non era una donazione bensì un investimento.

### Seconda stagione
A partire dalla seconda stagione in onda dal 25 ottobre 2012 il programma veniva trasmesso, sempre con le stesse modalità del precedente anno a "chiavi in mano", su LA7, in streaming sul sito ufficiale del programma, dell'emittente e de Il Fatto Quotidiano oltre che su YouTube. La diretta radio viene trasmessa da Radio Radicale..
La nuova sigla della trasmissione è realizzata da Nicola Piovani, già autore di quella di Annozero. Si tratta di un riadattamento del brano denominato Le colonne d'Ercole, contenuto nell'album I viaggi di Ulisse.
Il 25 ottobre 2012 va in onda la prima puntata che ottiene un ascolto medio pari al 12,99% di share medio, superiore di più di 9 punti rispetto alla media di rete in prima serata.
Con la puntata del 10 gennaio 2013 Servizio Pubblico, con ospite Silvio Berlusconi, ha realizzato il record storico per LA7 e per qualsiasi emittente esterna al duopolio Rai-Mediaset con il 33,58% di share medio.
- Le puntate dei giorni giovedì 14 febbraio (a causa della coincidenza con il Festival di Sanremo) e 21 febbraio 2013 non andarono in onda. Al suo posto fu trasmesso il programma di Enrico Mentana: Bersaglio Mobile.
- Durante la stagione sono stati creati speciali (oltre quelli di Servizio Pubblico Più trasmessi da LA7), in esclusiva per il web, talora anche interattivi (sezione "argomenti" del sito del programma).

Gli ottimi ascolti hanno consentito grandi introiti alla società produttrice del programma Zerostudio's di cui la parte spettante ai donatori riuniti nell'Associazione Servizio Pubblico è stata assegnata anche quest'anno tramite il concorso Generazione Reporter, giunto alla seconda edizione, la cui premiazione è avvenuta nell'ultima puntata il 31 maggio 2013.

### Terza stagione
La terza stagione è andata in onda da giovedì 26 settembre 2013 sempre su LA7.
Il programma veniva trasmesso, sempre con le stesse modalità dei precedenti anni a "chiavi in mano", su LA7, in streaming sul sito ufficiale del programma, al cui flusso si collegano i siti dell'emittente e de Il Fatto Quotidiano.
Durante la stagione (e in particolare al termine di essa, dopo la conclusione dello spin-off Announo) sono stati creati speciali (oltre quelli di "Servizio Pubblico Più" trasmessi da LA7), in esclusiva per il web, talora anche interattivi (sezione "argomenti" del sito del programma).
- Come la scorsa stagione, il programma ha fatto una pausa per evitare coincidenze e vicinanze temporali con il Festival di Sanremo e dunque le puntate di giovedì 13 febbraio e venerdì 20 febbraio non andarono in onda.

Gli ottimi ascolti hanno consentito grandi introiti alla società produttrice Zerostudio's di cui una giusta parte anche quest'anno è stata assegnata ai donatori riuniti nell'Associazione Servizio Pubblico tramite il concorso Generazione Reporter, giunto alla terza edizione, la cui premiazione è avvenuta nell'ultima puntata di Announo con una novità rispetto alle precedenti edizioni: anziché offrire premi pecuniari è stato messo in palio per il vincitore un contratto di 6 mesi di lavoro nella redazione del programma.
La stagione, come anticipato, si è conclusa con lo spin-off Announo: un nuovo format durato 5 giovedì con 24 ragazzi selezionati a confronto con uno o due politici. Il programma ideato e diretto da Michele Santoro, ma condotto da Giulia Innocenzi coinvolgeva gran parte della redazione (soprattutto i membri più giovani) di Servizio Pubblico con l'aggiunta dell'ex iena Pablo Trincia che ad agosto 2014 ha comunque ufficializzato il suo passaggio definitivo alla redazione di Servizio Pubblico ed è dunque stabilmente nell'organico della redazione di Zerostudio's.

### Quarta stagione
La quarta stagione è andata in onda da giovedì 25 settembre 2014 sempre su LA7.
Il programma veniva trasmesso, sempre con le stesse modalità dei precedenti anni a "chiavi in mano", su LA7, in streaming sul sito ufficiale del programma, al cui flusso si collegano i siti dell'emittente e de Il Fatto Quotidiano. La stagione, come scrive lo stesso leader del programma Santoro in una lettera ai suoi telespettatori e donatori, si preannuncia difficile vista la stanchezza del genere "approfondimento giornalistico" e il contemporaneo aumento dell'offerta giustificato solo dal ridotto costo di produzione dei talk rispetto ad altri generi. Per queste ragioni il conduttore salernitano annuncia che questa quarta stagione sarà l'ultima di Servizio Pubblico cui seguirà un nuovo tipo di "viaggio" che si presume sarà caratterizzato da contaminazione tra diversi generi televisivi e da una minore presenza in video nell'arco della stagione di Santoro che sarà più autore e meno conduttore. Questa previsione è stata confermata e la stagione ha avuto un inizio, in termini di ascolti, più difficile se confrontato con le precedenti stagioni record o con i programmi di diverso genere in onda il giovedì su altre reti, ma comunque migliore della maggior parte degli altri talk di prima serata grazie anche ad alcune piccole novità apportate, tra cui l'invenzione di Nazareno Renzoni, una parodia a Renzi e ai suoi eccessivamente troppo stretti rapporti con Silvio Berlusconi e la destra. La stagione si chiude con la puntata speciale in diretta da Firenze "Rosso di sera" con molti personaggi della cultura e dello spettacolo che ha riscosso un ottimo ascolto (migliorato di quasi due punti percentuali l'ascolto della prima serata di Announo del giovedì precedenti) pressoché eguagliando il proprio record stagionale in termini di share. Tale puntata, caratterizzata da un molto più elevato dell'ordinario costo di produzione, va letta come una festa, un ringraziamento e una "restituzione" ai 100.000 donatori dei loro 10€ (che hanno consentito, tra l'altro, anche la realizzazione nei tre anni precedenti del concorso Generazione Reporter) dati quattro anni fa a fronte dell'impegno a realizzare 8 puntate di Servizio Pubblico, di cui invece si sono prodotte 107 puntate cui vanno aggiunti 4 speciali, 14 puntate di Servizio Pubblico Più e 15 puntate di Announo.

## Edizioni
| Edizione | Inizio            | Fine           | Conduzione      | Telespettatori | Share  | Puntate |
| -------- | ----------------- | -------------- | --------------- | -------------- | ------ | ------- |
| 1ª       | 3 novembre 2011   | 7 giugno 2012  | Michele Santoro | 1.719.000      | 7,43%  | 31      |
| 2ª       | 25 ottobre 2012   | 30 maggio 2013 | Michele Santoro | 3.099.000      | 12,49% | 28+7    |
| 3ª       | 26 settembre 2013 | 1º maggio 2014 | Michele Santoro | 2.146.000      | 9,58%  | 27+4    |
| 4ª       | 25 settembre 2014 | 18 giugno 2015 | Michele Santoro | 1.231.000      | 5,47%  | 25+3    |

## Puntate e ascolti
Massimo
  Minimo

### Prima stagione: prima parte (2011-2012)
| Puntata | Titolo                | Data             | Ascolti (telespettatori e share media) | Ascolti (telespettatori e share media) | Ascolti (telespettatori e share media) | Ospiti |
| Puntata | Titolo                | Data             | Sky TG 24 Eventi                       | Reti locali                            | Totali                                 | Ospiti |
| ------- | --------------------- | ---------------- | -------------------------------------- | -------------------------------------- | -------------------------------------- | --- |
| 1       | Licenziare la casta   | 3 novembre 2011  | 645 113 2,66%                          | 2 276 418 9,37%                        | 2 921 531 12,03%                       | Diego Della Valle, Luigi de Magistris, Paolo Mieli, Franco Bechis, Luisella Costamagna, Gian Antonio Stella, Sergio Rizzo, Valter Lavitola |
| 2       | Un altro governo      | 10 novembre 2011 | 791 287 3,14%                          | 1 841 849 7,28%                        | 2 633 136 10,42%                       | Gianfranco Fini, Vittorio Feltri |
| 3       | La democrazia         | 17 novembre 2011 | 505 325 2,20%                          | 1 874 675 7,50%                        | 2 380 000 9,70%                        | Flavio Tosi, Tito Boeri, Antonio Di Pietro, Federico Rampini, e l'esibizione musicale di Marracash                                         |
| 4       | Punire i corrotti     | 24 novembre 2011 | 329 900 1,32%                          | 1 682 100 6,76%                        | 2 012 000 8,08%                        | Maurizio Landini, Santo Versace, Marco Lillo, Massimo Mucchetti, Michele Tiraboschi                                                        |
| 5       | Salvare l'euro        | 1º dicembre 2011 | 420 376 1,73%                          | 1 598 624 6,28%                        | 2 019 000 8,01%                        | Sergio Cofferati, Renato Brunetta, Claudio Costamagna, Massimo Giannini, Nunzia Penelope                                                   |
| 6       | Evitare la catastrofe | 8 dicembre 2011  | 192 879 0,82%                          | 971 121 4,17%                          | 1 164 000 4,99%                        | Guglielmo Epifani, Maurizio Gasparri, Francesco Rutelli, Irene Tinagli, Paolo Ferrero, Christian Marazzi,                                  |
| 7       | Riempire il vuoto     | 15 dicembre 2011 | 312 934                                | 1 314 066                              | 1 627 000 6,89%                        | Nichi Vendola, Guidalberto Guidi, Franco Bechis, Luisella Costamagna, e l'esibizione musicale di Fiorella Mannoia e Frankie hi-nrg mc      |
| 8       | Le buone regole       | 22 dicembre 2011 | 409 916                                | 1 356 084                              | 1 766 000 7,75%                        | Antonio Di Pietro, Gianfranco Polillo, Gino Strada, Michele Emiliano                                                                       |

### Prima stagione: seconda parte (2011-2012)
Le seguenti puntate furono trasmesse anche da Cielo Tv:
| Puntata | Titolo                      | Data             | Ascolti (telespettatori e share media) | Ascolti (telespettatori e share media) | Ascolti (telespettatori e share media) | Ascolti (telespettatori e share media) | Ospiti |
| Puntata | Titolo                      | Data             | Cielo                                  | Sky TG 24 Eventi                       | Reti locali                            | Totali                                 | Ospiti |
| ------- | --------------------------- | ---------------- | -------------------------------------- | -------------------------------------- | -------------------------------------- | -------------------------------------- | --- |
| 9       | Rigore di stato             | 12 gennaio 2012  | 446 000 1,81%                          | 276 276                                | 970 724                                | 1 693 000 6,88%                        | Michele Emiliano, Daniela Santanchè, Gian Carlo Caselli |
| 10      | Salvare tutti               | 19 gennaio 2012  | 473 000 1,91%                          | 296 215                                | 1 130 785                              | 1 900 000 7,65%                        | Maurizio Landini, Benedetto Della Vedova, Alessandra Mussolini, Roberto Sommella |
| 11      | La rivolta dei Forconi      | 26 gennaio 2012  | 491 000 2,02%                          | 184 845                                | 988 155                                | 1 664 000 6,85%                        | Enrico Letta, Roberto Castelli (lascerà lo studio durante la trasmissione), Maurizio Zamparini |
| 12      | La vita davanti             | 2 febbraio 2012  | 355 000 1,16%                          | 260 971                                | 1 016 029                              | 1 632 000 6,11%                        | Susanna Camusso, Michele Tiraboschi |
| 13      | L'uscita di sicurezza       | 9 febbraio 2012  | 456 000 1,76%                          | 226 911                                | 852 089                                | 1 535 000 5,93%                        | Giulio Tremonti, Paolo Mieli, Enrico Mentana, Luca Casarini, Emanuele Ferragina |
| 14      | Celentano c'è?              | 23 febbraio 2012 | 521 000 2,08%                          | 176 189                                | 990 811                                | 1 688 000 6,71%                        | Lucia Annunziata, Carlo Freccero, Corradino Mineo, Norma Rangeri, Maurizio Belpietro, Antonio Di Pietro, Nino Rizzo Nervo, Massimo Bernardini. In collegamento da Milano, Dario Fo.                                                                                  |
| 15      | Un leader politico          | 1º marzo 2012    | 587 604 2,4%                           | 223 646 0,9%                           | 811 250 3,3%                           | 1 475 000 6,00%                        | Pier Luigi Bersani, Maurizio Landini, Irene Tinagli, Michele Ainis, Stefano Bonaga |
| 16      | La valle è mia              | 5 marzo 2012     | 158 000 0,6%                           | Non in onda                            | Non in onda                            | 158 000 0,6%                           | Nota: si tratta di una puntata speciale, dedicata al popolo No Tav, andata in onda esclusivamente su Cielo. |
| 17      | Un ordine nuovo             | 8 marzo 2012     | 390 000 1,64%                          | 131 223 0,55%                          | 717 000                                | 1 238 000 5,2%                         | Matteo Salvini, Maurizio Belpietro, Gian Antonio Stella, Sergio Rizzo, Luca Casarini |
| 18      | La verità                   | 15 marzo 2012    | 400 000 1,72%                          | 191 929                                | 698 367                                | 1 290 000 6,00%                        | Walter Veltroni, Claudio Martelli, Fabrizio Cicchitto, Massimo Ciancimino, Salvatore Borsellino, Antonio Ingroia |
| 19      | A un passo dalla verità (1) | 19 marzo 2012    | 214 000                                | Non in onda                            | Non in onda                            | 214 000 0,73%                          | Nota: Si tratta di uno speciale, incentrato sulla mafia, sulle stragi e sulle domande che attendono ancora delle risposte, andato in onda esclusivamente su Cielo.                                                                                                   |
| 20      | Le mani pulite              | 22 marzo 2012    | 450 000 1,9%                           | 99 088 0,4%                            | 750 000 3,2%                           | 1 292 000 5,55%                        | Antonio Di Pietro, Gherardo Colombo, Piercamillo Davigo, Clemente Mastella, Francesca Fornario |
| 21      | Lo stato sociale            | 29 marzo 2012    | 481 000 1,94%                          | 165 000 0,67%                          | 911 000 3,67%                          | 1 558 000 6,3%                         | Rosy Bindi, Luigi de Magistris, Maurizio Landini, Nicola Porro, Franco Bechis |
| 22a     | La mafia è bianca           | 12 aprile 2012   | 263 000 0,95%                          | Non in onda                            | Non in onda                            | 263 000 0,95%                          | Nota: si tratta di due speciali, incentrati su indagini, intercettazioni telefoniche e ambientali, pedinamenti, interrogatori e processi, con la versione integrale dell'intervista di Dina Lauricella ad Angelo Provenzano, andati in onda esclusivamente su Cielo. |
| 22b     | A un passo dalla verità (2) | 12 aprile 2012   | 263 000 0,95%                          | Non in onda                            | Non in onda                            | 263 000 0,95%                          | Nota: si tratta di due speciali, incentrati su indagini, intercettazioni telefoniche e ambientali, pedinamenti, interrogatori e processi, con la versione integrale dell'intervista di Dina Lauricella ad Angelo Provenzano, andati in onda esclusivamente su Cielo. |
| 23      | Spazzare via tutti          | 19 aprile 2012   | 466 000 2,12%                          | 251 000 1,13%                          | 973 000 4,41%                          | 1 691 000 7,66%                        | Matteo Renzi, Francesco Speroni, Giovanni Favia, Gian Antonio Stella, Sergio Rizzo, Norma Rangeri, Stefano Cappellini |
| 24      | Uscire dall'euro?           | 26 aprile 2012   | 463 000 1,95%                          | 198 000 0,83%                          | 812 000 3,42%                          | 1 474 000 6,2%                         | Stefano Fassina, Alessandra Mussolini, Federico Rampini, Eugenio Benetazzo |
| 25      | La carica dei tecnici       | 3 maggio 2012    | 497 000 2,51%                          | 159 000 0,70%                          | 951 218 4,19%                          | 1 607 218 7,08%                        | Antonio Di Pietro, Luigi Zingales, Giacomo Vaciago, Sabrina Ferilli, Nicola Lusuardi |
| 26      | L'anno del Grillo           | 10 maggio 2012   | 484 000 2,22%                          | 172 000 0,79%                          | 874 000 4,01%                          | 1 531 000 7,02%                        | Giulio Tremonti, Sergio Cofferati, Federico Rampini, Simone Cristicchi |
| 27      | La politica                 | 17 maggio 2012   | 515 000 1,98%                          | 205 416 0,93%                          | 937 584 4,24%                          | 1 658 000 7,5%                         | Maurizio Landini, Gad Lerner, Roberto Sommella, Ernesto Preatoni |
| 28      | Vedo, Sento, Parlo          | 24 maggio 2012   | 354 000 1,39%                          | 145 206 0,67%                          | 690 794 3,19%                          | 1 190 000 5,5%                         | Antonio Ingroia, Leoluca Orlando, Roberto Scarpinato, Piero Sansonetti, Giovanna Maggiani Chelli |
| 29      | L'anno del Grillo           | 27 maggio 2012   | 482 000 2,03%                          | Non in onda                            | Non in onda                            | 482 000 2,03%                          | Nota: Lo speciale di Servizio Pubblico, in esclusiva su Cielo, proporrà il documentario Payback time in Iceland, in anteprima per l'Italia. |
| 30      | Fare le cose bene           | 31 maggio 2012   | 494 000 1,92%                          | 173 229 0,76%                          | 750 771 3,31%                          | 1 418 000 6,26%                        | Massimiliano Fuksas, Sergio Rizzo, Gian Antonio Stella, Philippe Daverio |
| 31      | Lascia o raddoppia          | 7 giugno 2012    | 423 000 1,72%                          | 154 490 0,73%                          | 813 510 3,87%                          | 1 391 000 6,61%                        | Paolo Bonolis, Paolo Mieli, Antonio Padellaro, Carlo Freccero, Vittorio Sgarbi, Luisella Costamagna, Massimo Ghini, Claudio Santamaria, Neri Marcorè |

### Seconda stagione (2012-2013)
| Puntata       | Titolo                      | Data             | Telespettatori | Share  | Ospiti                                                                                    |
| ------------- | --------------------------- | ---------------- | -------------- | ------ | ----------------------------------------------------------------------------------------- |
| 1             | Ladri di stato              | 25 ottobre 2012  | 2.986.000      | 12,98% | Matteo Renzi, Gianfranco Fini, Diego Della Valle                                          |
| 2             | Piovono grilli              | 1º novembre 2012 | 2.428.000      | 10,39% | Luigi de Magistris, Rosario Crocetta, Daniela Santanchè, Paolo Mieli                      |
| 3             | Fine di un'epoca            | 8 novembre 2012  | 2.585.000      | 11,48% | Antonio Di Pietro, Vittorio Feltri, Enrico Mentana, Federico Rampini                      |
| 4             | Ricchi e poveri             | 15 novembre 2012 | 2.832.000      | 12,30% | Flavio Briatore, Maurizio Landini, Luigi Zingales, Nunzia Penelope                        |
| 5             | Oppure Monti                | 22 novembre 2012 | 2.365.000      | 10,35% | Nichi Vendola, Renato Brunetta, Edoardo Nesi                                              |
| 6             | La crosta                   | 29 novembre 2012 | 2.865.000      | 12,31% | Matteo Renzi, Guido Crosetto, Aldo Busi, Corrado Clini, Maurizio Landini                  |
| 7             | Pronto Presidente?          | 6 dicembre 2012  | 2.439.000      | 11,12% | Antonio Ingroia, Luigi de Magistris, Calogero Mannino, Paolo Mieli, Gianni Dragoni        |
| 8             | L'imbroglio                 | 13 dicembre 2012 | 2.932.000      | 13,23% | Giulio Tremonti, Antonio Di Pietro, Luigi Abete                                           |
| 9             | Tra Maya e Monti            | 20 dicembre 2012 | 2.633.000      | 12,24% | Oscar Farinetti, Alfio Marchini, Diego Della Valle                                        |
| 10            | Mi consenta                 | 10 gennaio 2013  | 8.670.000      | 33,58% | Silvio Berlusconi                                                                         |
| 11            | La Sciagura sei Tu!         | 17 gennaio 2013  | 3.496.000      | 15,41% | Gianfranco Fini, Maurizio Landini, Matteo Salvini                                         |
| 12            | Impresentabili              | 24 gennaio 2013  | 3.145.000      | 13,50% | Antonio Ingroia, Mara Carfagna, Lara Comi                                                 |
| 13            | Le mani in tasca            | 31 gennaio 2013  | 2.630.000      | 11,34% | Antonio Di Pietro, Giulio Tremonti, Stefano Fassina                                       |
| 14            | Condono Tombale             | 7 febbraio 2013  | 3.424.000      | 15,29% | Nichi Vendola, Giorgia Meloni, Lara Comi, Umberto Ambrosoli                               |
| 15            | Governo Meraviglioso?       | 28 febbraio 2013 | 3.776.000      | 16,58% | Mara Carfagna, Sergio Cofferati, Massimo Cacciari                                         |
| 16            | La Scelta del Presidente    | 7 marzo 2013     | 2.858.000      | 11,64% | Gad Lerner, Rosy Bindi, Enrico Mentana, Massimo Cacciari                                  |
| 17            | Povero Paese!               | 14 marzo 2013    | 2.598.000      | 10,76% | Maria Stella Gelmini, Tito Boeri, Paolo Mieli, Michele Emiliano                           |
| 18            | Decide Grillo               | 21 marzo 2013    | 3.126.000      | 13,42% | Lara Comi, Vittorio Sgarbi, Pippo Civati                                                  |
| 19            | Ancora qua                  | 28 marzo 2013    | 3.186.000      | 13,55% | Laura Puppato, Vittorio Sgarbi, Massimo Cacciari, Nunzia De Girolamo                      |
| 20            | Aspettando Grillò           | 4 aprile 2013    | 2.866.000      | 11,70% | Daniela Santanchè, Alfio Marchini, Elisabetta Gualmini, Carlo Freccero                    |
| 21            | Cittadino Presidente        | 11 aprile 2013   | 3.032.000      | 13,31% | Franco Battiato, Massimo Cacciari, Marianna Madia e lo sketch di Virginia Raffaele        |
| 22            | La Concordia                | 18 aprile 2013   | 3.395.000      | 15,47% | Gino Strada, Massimo Cacciari, Gian Antonio Stella, Elisabetta Gualmini, Lucia Annunziata |
| 23            | O la Piazza o il Re         | 25 aprile 2013   | 2.847.000      | 13,56% | Roberto Saviano, Stefano Fassina, Maurizio Landini, Massimo Cacciari, Mario Giordano      |
| 24            | La guerra è finita?         | 2 maggio 2013    | 2.860.000      | 12,09% | Sergio Cofferati, Alessandro Sallusti, Paolo Becchi                                       |
| 25            | Mamma, ho perso il partito! | 9 maggio 2013    | 2.573.000      | 11,06% | Nichi Vendola, Serena Dandini, Michele Boldrin, Francesca Puglisi, Angelo Panebianco      |
| 26            | L'età dell'Innocenza        | 16 maggio 2013   | 3.324.000      | 13,81% | Daniela Santanchè                                                                         |
| 27            | È Stato la Mafia?           | 23 maggio 2013   | 2.501.000      | 10,74% | Bruno Vespa, Walter Veltroni                                                              |
| 28            | I ricchi di più             | 30 maggio 2013   | 2.377.000      | 10,86% | Diego Della Valle, Emanuele Ferragina e un monologo di Vittorio Sgarbi                    |
| Media auditel | Media auditel               | Media auditel    | 3 099 000      | 12,49% |                                                                                           |

### Terza stagione (2013-2014)
| Puntata       | Titolo                      | Data              | Telespettatori | Share  | Ospiti                                                                                   |
| ------------- | --------------------------- | ----------------- | -------------- | ------ | ---------------------------------------------------------------------------------------- |
| 1             | La politica sporca          | 26 settembre 2013 | 2.463.000      | 11,43% | Sergio De Gregorio, Maurizio Belpietro                                                   |
| 2             | Terra!?                     | 3 ottobre 2013    | 2.473.000      | 11,88% | Alessandro Sallusti, Alessandra Moretti, Mario Mauro                                     |
| 3             | Bella e Impossibile         | 10 ottobre 2013   | 2.452.000      | 11,25% | Stefano Rodotà, Maurizio Landini, Nicola Porro, Annalisa Chirico                         |
| 4             | Perdono di Stato            | 17 ottobre 2013   | 2.749.000      | 12,81% | Massimo Cacciari, Maurizio Belpietro, Michelle Bonev, Salvatore Striano                  |
| 5             | Sovversivi a chi?           | 24 ottobre 2013   | 2.245.000      | 10,06% | Giorgia Meloni, Ernesto Carbone, Anna Ascani, Francesco Richetto, Lele Rizzo             |
| 6             | Votare oh oh                | 31 ottobre 2013   | 1.892.000      | 8,95%  | Mario Mauro, Francesco Nitto Palma, Maurizio Belpietro, Enrico Mentana, Federico Rampini |
| 7             | Leader adesso               | 7 novembre 2013   | 2.338.000      | 11,16% | Matteo Renzi, Maurizio Belpietro, Massimo Cacciari                                       |
| 8             | Goodbye Italia              | 14 novembre 2013  | 2.257.000      | 10,18% | Stefano Fassina, Alberto Bagnai, Franco Bechis                                           |
| 9             | La congiura degli Innocenti | 21 novembre 2013  | 2.177.000      | 9,83%  | Gianni Cuperlo, Maurizio Landini, Matteo Salvini                                         |
| 10            | Via col vento               | 28 novembre 2013  | 3.013.000      | 13,15% | Daniela Santanchè, Roberto Formigoni, Elisabetta Gualmini                                |
| 11            | Se non ora vaffa!           | 5 dicembre 2013   | 2.274.000      | 10,16% | Diego Della Valle, Nunzia De Girolamo, Giuseppe Civati                                   |
| 12            | Abbasso il Re! Viva il Re!  | 12 dicembre 2013  | 2.850.000      | 12,55% | Renato Brunetta, Federico Rampini, Marcello Sorgi                                        |
| 13            | Tutti a Casa(Pound?)        | 19 dicembre 2013  | 2.358.000      | 10,94% | Gian Antonio Stella, Sergio Rizzo, Vittorio Sgarbi, Graziano Delrio                      |
| 14            | O la borsa O la vita        | 9 gennaio 2014    | 1.872.000      | 7,84%  | Renato Brunetta, Maurizio Landini, Federico Rampini                                      |
| 15            | La solita ministra          | 16 gennaio 2014   | 2.090.000      | 9,11%  | Matteo Salvini, Massimo Cacciari, Alessandra Moretti, Franco Fiorito                     |
| 16            | Forza Italicum              | 23 gennaio 2014   | 2.091.000      | 8,93%  | Stefano Fassina, Alfio Marchini, Enrico Mentana, Vittorio Feltri, Alessandro Di Battista |
| 17            | Lo stato criminale          | 30 gennaio 2014   | 2.088.000      | 8,72%  | Giorgio Mulé, Luigi Di Maio, Giulia Sarti, Vincenzo Scarantino                           |
| 18            | La ghigliottina             | 6 febbraio 2014   | 2.485.000      | 10,37% | Flavio Briatore, Irene Tinagli, Concita De Gregorio, Giuditta Pini                       |
| 19            | All-In                      | 13 febbraio 2014  | 2.368.000      | 10,29% | Alessandra Moretti, Augusto Minzolini, Michele Ainis, Alan Friedman, Riccardo Fraccaro   |
| 20            | Poveri ma belli             | 6 marzo 2014      | 2.071.000      | 9,10%  | Alessandro Di Battista, Carla Ruocco, Michele Emiliano, Alfio Marchini                   |
| 21            | La telesvolta               | 13 marzo 2014     | 1.731.000      | 7,29%  | Giorgia Meloni, Irene Tinagli, Barbara Lezzi, Giacomo Vaciago                            |
| 22            | Il tagliatore               | 20 marzo 2014     | 1.537.000      | 6,91%  | Massimo Cacciari, Giuseppe Remuzzi, Maurizio Belpietro, Filippo Taddei                   |
| 23            | Adesso spera!               | 27 marzo 2014     | 1.819.000      | 7,96%  | Gino Strada, Maurizio Landini, Federico Rampini, Mario Mauro                             |
| 24            | Matteo Garibaldi            | 3 aprile 2014     | 1.672.000      | 7,29%  | Corrado Passera, Pina Picierno, Paola Taverna, Matteo Salvini                            |
| 25            | #StaiVillaSerena            | 10 aprile 2014    | 1.630.000      | 6,75%  | Daniela Santanchè, Curzio Maltese, Vittorio Feltri, Maria Teresa Meli, Alberto Zangrillo |
| 26            | Sciamaninn Let's go         | 17 aprile 2014    | 1.710.000      | 8,02%  | Matteo Salvini, Giulia Sarti, Michele Emiliano, Guido Maria Brera                        |
| 27            | È qui la peste!             | 1º maggio 2014    | 1.238.000      | 5,68%  | Luigi Zingales, Maurizio Landini, Massimo Cacciari, Philippe Daverio                     |
| Media auditel | Media auditel               | Media auditel     | 2 146 000      | 9,58%  |                                                                                          |

### Quarta stagione (2014-2015)
| Puntata       | Titolo                        | Data              | Telespettatori | Share | Ospiti |
| ------------- | ----------------------------- | ----------------- | -------------- | ----- | --- |
| 1             | Solo chiacchiere e distintivo | 25 settembre 2014 | 1.203.000      | 5,78% | Sabina Guzzanti, Gianrico Carofiglio, Viviana Beccalossi, Alessandro Sallusti |
| 2             | Lo sfidante                   | 2 ottobre 2014    | 1.169.000      | 5,25% | Diego Della Valle, Luigi de Magistris |
| 3             | Ricchezza è Nobiltà           | 9 ottobre 2014    | 1.139.000      | 5,16% | Thomas Piketty, Pier Luigi Bersani |
| 4             | Tutta colpa di Grillo?        | 16 ottobre 2014   | 1.278.000      | 5,90% | Enrico Rossi, Elisabetta Gualmini, Paolo Villaggio, Mauro Corona, Claudio Burlando |
| 5             | FUORI!                        | 23 ottobre 2014   | 1.340.000      | 5,95% | Simona Bonafè, Maurizio Landini, Mario Borghezio, Pape Diaw |
| 6             | Il Ricatto                    | 30 ottobre 2014   | 1.118.000      | 5,14% | Claudio Martelli, Marco Travaglio, Sabina Guzzanti, Luca Cianferoni |
| 7             | Gli Untori                    | 6 novembre 2014   | 1.155.000      | 4,97% | Matteo Salvini, Gino Strada, Rosario Crocetta, Lia Quartapelle |
| 8             | Libertè, Egalitè, Fraternitè  | 8 gennaio 2015    | 1.395.000      | 5,98% | Paolo Gentiloni, Giuliano Ferrara, Vincino |
| 9             | L'erede                       | 15 gennaio 2015   | 1.358.000      | 5,98% | Giuliano Ferrara, Massimo Cacciari, Marco Travaglio, Matteo Orfini |
| 10            | Coppia di fatto               | 22 gennaio 2015   | 1.508.000      | 6,24% | Roberto Speranza, Maurizio Landini, Alan Friedman, Vittorio Sgarbi, Alba Parietti |
| 11            | La coppia scoppia             | 29 gennaio 2015   | 1.494.000      | 6,32% | Giuliano Ferrara, Gad Lerner, Mara Carfagna, Pippo Civati |
| 12            | I due Presidenti              | 5 febbraio 2015   | 1.375.000      | 5,65% | Giorgia Meloni, Simona Bonafè, Barbara Palombelli, Maccio Capatonda, Vittorio Sgarbi |
| 13            | La banca criminale            | 19 febbraio 2015  | 1.131.000      | 4,73% | Hervé Falciani, Antonio Di Pietro, Enrico Zanetti, Daniela Santanchè, Gian Antonio Stella, Angelo Mincuzzi |
| 14            | Brancaleone a chi?            | 26 febbraio 2015  | 1.117.000      | 4,58% | Alessandro Di Battista, Lia Quartapelle, Rula Jebreal, Gianfranco Paglia |
| 15            | Rottamare stanca              | 5 marzo 2015      | 976.000        | 4,36% | Roberto Saviano, Davide Faraone, Aldo Busi, Roberto Scarpinato, Umberto Ambrosoli, Giuseppe Cimarosa, Isabella Conti |
| 16            | Leader a chi?                 | 12 marzo 2015     | 1.260.000      | 5,46% | Flavio Tosi, Massimo Cacciari, Gianfranco Fini, Augusto Minzolini, Myrta Merlino, Gianluigi Paragone |
| 17            | Lupi si nasce                 | 19 marzo 2015     | 1.415.000      | 6,36% | Roberto Formigoni, Antonio Di Pietro, Marco Lillo, Chicco Testa, Riccardo Fusi |
| 18            | Se fossi Renzi                | 26 marzo 2015     | 1.290.000      | 5,75% | Maurizio Landini, Corrado Passera, Oscar Farinetti, Vassilis Primikiris |
| 19            | I Gasati                      | 9 aprile 2015     | 1.180.000      | 5,29% | Antonio Di Pietro, Claudio Martelli, Luigi Di Maio, Mauro Lusetti |
| 20            | Zitto e pedala!               | 16 aprile 2015    | 1.200.000      | 5,34% | Pier Luigi Bersani, Enrico Mentana, Lucia Annunziata, Mario Giordano |
| 21            | Bombardiamoli!                | 23 aprile 2015    | 1.063.000      | 4,68% | Gad Lerner, Simona Bonafè, Edward Luttwak, Gianluigi Paragone |
| 22            | Dittadura                     | 30 aprile 2015    | 980.000        | 4,13% | Stefano Fassina, Michele Emiliano, Lorenza Carlassare, Amalia Signorelli |
| 23            | La guerra dei rolex           | 7 maggio 2015     | 1.251.000      | 5,50% | Paolo Bonolis, Michele Riondino, Giuliano Pisapia, Carlo Freccero, Bruno Vespa |
| 24            | A porte chiuse                | 14 maggio 2015    | 1.237.000      | 5,84% | Matteo Salvini, Mara Carfagna, Roberto Speranza, Marco Damilano |
| 25            | Rosso di sera                 | 18 giugno 2015    | 1.143.000      | 6,34% | Franco Battiato, Carla Fracci, Maurizio Landini, Bianca Berlinguer, Gad Lerner, Cristiano De André, Alessandro Mannarino, Tomaso Montanari, Teresa De Sio, Alba Parietti, Nicola Piovani, Sabrina Ferilli, Sandro Ruotolo, Monica Guerritore, Marco Travaglio, Giulia Innocenzi, Vauro, J-Ax, Giorgia Salari, Alessandro De Angelis, Gianni Dragoni |
| Media auditel | Media auditel                 | Media auditel     | 1 231 000      | 5,47% | |

## Servizio Pubblico Più
Dal 27 dicembre 2012 sono andati in onda su LA7 alcuni speciali (come l'anno precedente), elevati al rango di un vero e proprio programma a sé "Servizio Pubblico Più", una serie di docufiction, reportage e inchieste sui fatti di attualità, presentati da Sandro Ruotolo o da Michele Santoro. Nella stagione 2012/2013 le puntate (escluso "Un paese fuori di testa") andarono in onda, al posto dell'ordinario "Servizio pubblico", il giovedì in prima serata alle 21.10 su LA7 con editoriale introduttivo di Michele Santoro o di Sandro Ruotolo. La puntata "L'età dell'innocenza 2" è caratterizzata da reportage inframezzati da interventi delle colonne portanti di Servizio Pubblico: oltre a Michele Santoro, ci sono stati infatti gli interventi di Marco Travaglio, Gianni Dragoni e Vauro.
Tale appuntamento viene confermato anche nella terza stagione televisiva con cadenza occasionale. La novità di questa stagione è che quasi sempre l'inchiesta, il reportage o la docufiction sono inframezzati da componenti "talk" con la presenza di ospiti in occasione dei primi due appuntamenti domenicali e con gli interventi di Santoro, Travaglio, Dragoni e Vauro nella puntata del giovedì sostitutiva del talk classico. La trasmissione del 24 aprile 2014 andata in onda in luogo di Servizio Pubblico è caratterizzata da reportage inframezzati da inediti interventi delle colonne portanti di Servizio Pubblico: oltre a Michele Santoro, ci sono stati infatti gli interventi di Marco Travaglio, Gianni Dragoni e Vauro. L'ultima puntata stagionale di Servizio Pubblico Più andata a sorpresa in onda venerdì 27 giugno 2014 alle 21:10 (giornata di pausa dei mondiali di calcio) è stata caratterizzata invece dalla presenza di quattro reportage in un'unica serata. La conduzione nella stagione 2013/2014, quando presente, è stata sempre affidata al vicedirettore e coautore di Servizio Pubblico Sandro Ruotolo.
"Servizio Pubblico Più" viene confermato con la sua cadenza occasionale come terza trasmissione della Zerostudio's s.r.l., accanto ai canonici "Servizio Pubblico" e "Announo", anche nella stagione 2014/2015 con la prima puntata, andata in onda a sorpresa nel preserale di domenica 9 novembre dalle 20:30 fino alle 21:10 su LA7,  costituita dalla versione integrale del reportage esclusivo tra Sierra Leone e Liberia sull'ebola che era già andato in onda "a spezzoni" nella puntata precedente di Servizio Pubblico di giovedì 6 novembre.
| Puntata | Titolo                     | Data             | Telespettatori | Share | Argomento |
| ------- | -------------------------- | ---------------- | -------------- | ----- | --- |
| 1       | Quando la banda passò      | 27 dicembre 2012 | 2.018.000      | 7,26% | La puntata ricostruisce il rapimento del ragionier Giuseppe Spinelli. |
| 2       | Un paese fuori di testa    | 9 aprile 2013    | 350.000        | 3,03% | La puntata ricostruisce le conseguenze della crisi in Italia degli ultimi anni. Andato in onda in terza serata il martedì. |
| 3       | Cosa Vostra                | 6 giugno 2013    | 1.699.000      | 6,48% | La puntata ricostruisce la vicenda della trattativa Stato-Mafia. |
| 4       | Giallo Vaticano            | 13 giugno 2013   | 1.947.000      | 7,90% | La puntata è dedicata ai misteri della curia romana e dei soggetti che vi gravitano. Sul sito del programma si trova anche tradotta in inglese. |
| 5       | Una vera bufala            | 20 giugno 2013   | 1.450.000      | 6,26% | Si tratta della storia di come, secondo un'indagine della magistratura, uno dei prodotti di eccellenza della tradizione alimentare italiana (la bufala, appunto) rischi di diventare una vera e propria truffa. |
| 6       | L'età dell'Innocenza 2     | 27 giugno 2013   | 1.418.000      | 5,93% | La puntata tratta del caso Ruby. |
| 7       | Sepolta viva               | 4 luglio 2013    | 1.219.000      | 5,55% | La puntata tratta delle condizioni disastrose della città di Roma. |
| 8       | Inferno atomico            | 29 dicembre 2013 | 1.492.000      | 5,62% | La puntata tratta della terra dei fuochi con la testimonianza del pentito Carmine Schiavone. Dibattito con ospiti in studio. Andato in onda di domenica in prima serata alle 20.35 su La7 |
| 9       | La rapina                  | 19 gennaio 2014  | 619.000        | 2,16% | La puntata tratta del problema del gioco d'azzardo. Ospiti dell'approfondimento in studio: Pupo, il senatore Nicola Morra (M5S), Matteo Iori (presidente "Coordinamento nazionale gruppi per giocatori d'azzardo"), Florinda Maione (psicoterapetuta della "Società italiana intervento patologie compulsive"). Andato in onda di domenica in prima serata alle 20.35 su La7                                                                     |
| 10      | Bye Bye Marcello           | 24 aprile 2014   | 1.304.000      | 5,79% | La puntata tratta della fuga, in Libano, di Marcello Dell'Utri il quale è sotto processo per il patto Stato-mafia e condannato in appello a sette anni di carcere |
| 11      | 4 diversi reportage        | 27 giugno 2014   | 412.000        | 2,61% | La puntata tratta i temi del mondo ultras e la violenza nel calcio, le immagini di vita nel quartiere Scampia, un viaggio fra i migranti che fanno rotta verso le coste italiane e un reportage sui furbetti delle case popolari |
| 12      | Ho visto ebola             | 9 novembre 2014  | 462.000        | 1,68% | La tragedia del virus Ebola in un viaggio tra Sierra Leone e Liberia nel primo esclusivo reportage realizzato da una troupe italiana. Andato in onda di domenica nel preserale dalle 20.35 alle 21.10 su La7 |
| 13      | La terra dei cachi roventi | 12 febbraio 2015 | 1.018.000      | 4,06% | Un resoconto del primo anno di governo Renzi e della situazione economica e politica italiana. Tra gli ospiti, Luigi di Maio, Ermete Realacci, Licia Colò e l'oncologo Umberto Tirelli |
| 14      | Casa Salvini               | 2 aprile 2015    | 863.000        | 3,99% | La puntata si occupa delle sofferenze delle periferie nelle città italiane e con loro i disagi delle persone che le abitano. Un viaggio nella Milano che si appresta ad inaugurare l'Expo 2015, tra la nuova skyline dei grattacieli e le periferie di Lorenteggio e Giambellino dove crescono le tensioni tra chi aspetta una casa, chi ancora non la ha e chi la occupa abusivamente. Ospiti: Mario Borghezio, Dijana Pavlovic e Stefano Boeri |

  Massimo
  Minimo

## Announo
Announo era uno spin-off di Servizio pubblico, condotto da Giulia Innocenzi.
Il programma si apriva con l'anteprima di Michele Santoro seguito poi dal dibattito, moderato dalla conduttrice, in studio con 1 o 2 personaggi della politica o della società civile italiana.